# Трстеняк, Петар
Петар Трстеняк (хорв. Petar Trstenjak, родился 6 июня 1992 в Загребе) — хорватский хоккеист, нападающий хоккейного клуба «Младост». Один из трёх братьев Трстеняков: у него есть старший брат Никша и младший Томо.

## Карьера

### Клубная
Воспитанник хоккейной школы детской команды «Шалата», был лучшим бомбардиром в своей возрастной категории. В раннем возрасте переехал в Словакию, где выступал в составе юниорских команд клуба «Слован» из Братиславы. Получал предложение перейти в «Зволен», которое отклонил в пользу «Слована». В 2012 году вернулся в Хорватию, где выступал сначала за «Медвешчак», а затем перешёл в «Младост».

### В сборной
Петар выступал за сборные Хорватии до 18 лет (во втором дивизионе) и до 20 лет (во втором дивизионе и первом дивизионе B). Ещё в сезоне 2008/2009 он дебютировал за сборную Хорватии в чемпионате мира первого дивизиона. Участвовал в отборочном турнире Олимпийских игр в Сочи.